# Cannibal & the Headhunters
Cannibal & the Headhunters sono stati un gruppo musicale fondato a East Los Angeles, in California, nel 1964 da Richard "Scar" Lopez e Robert "Rabbit" Jaramillo, unitisi a Frankie "Cannibal" Garcia e Joe "Yo Yo" Jaramillo. Il gruppo era inizialmente chiamato "Bobby and the Classics".
Il gruppo deve la sua fama al brano Land of 1000 Dances, inizialmente inciso nel 1963 da Chris Kenner, pubblicato dall'etichetta discografica Rampart. I consensi di questo singolo, risultato poi l'unico brano di successo del gruppo, ha permesso loro di aprire alcune tappe del secondo tour statunitense dei Beatles nel 1965 e anche di altri artisti. Nel 1966 è stato infine pubblicato il loro album di debutto, anch'esso intitolato Land of 1000 Dances.
Pur senza produrre nuovo materiale di successo, il gruppo ha proseguito un'attività dal vivo per tutti gli anni a seguire fino al 1978, anno in cui il gruppo si scioglie in seguito all'abbandono dello stesso da parte di Garcia. Nel corso degli anni, avevano firmato un contratto con la Capitol.
Nel corso degli anni successivi sono state pubblicate alcune raccolte dei brani incisi dal gruppo e, nel 2006, un album di tracce inedite intitolato A New Beginning, per la Pomegranite.

## Discografia

### Album
- 1966 - Land of 1000 Dances (Microhits/Rampart)
- 2006 - A New Beginning (Pomegranite)

### Raccolte
- 1996 - Golden Classics (Collectables)
- 2005 - Land of 1000 Dances: The Complete Rampart Recordings (Varèse Sarabande)
- 2005 - Anthology (Vampi Soul)

### Singoli
- 1964 - Land of 1000 Dances